# Ernst Dreyer (Reeder)
Ernst Dreyer (* 1. Januar 1816 in Altona; † 22. November 1899 in Herischdorf, Landkreis Hirschberg im Riesengebirge) war ein deutscher Schiffbaumeister und Reeder.

## Leben und Wirken
Ernst Dreyer war ein Sohn des Schiffsreeders und Kohlenimporteurs Joachim Christian Daniel Dreyer und dessen Ehefrau Anna Margaretha Dorothea, geborene Brügmann (1788–1862). Die Familie lebte in der Palmaille 53, wo Dreyer groß wurde. Er absolvierte eine Ausbildung zum Schiffsbauer bei der Werft von Wieckhorst in Blankenese. Von 1833 bis 1836 lernte er an der Königlichen Werft in Kopenhagen. Anschließend reiste er nach Amerika.
Am 5. März 1840 kaufte Dreyer einen Bürgerbrief in seiner Heimatstadt Altona. Im selben Jahr erwarb er die Werft von Johann Benk (Jean Behnk) auf Neuhof. Da er weder Gesellen- noch Meisterbrief hatte, gestaltete sich der Start in die Selbstständigkeit schwierig. Graf Conrad Daniel von Blücher-Altona vermittelte ihm die fehlenden Dokumente am 14. Oktober 1842. 1844 kaufte Dreyer eine weitere Werft von Johann Benk, die sich an der Großen Elbstraße 36 befand. 
Dreyer wollte die erworbene Werft in Altona vergrößern, wofür er 200.000 Mark gebraucht hätte. Da er die Mittel nicht aufbringen konnte, veräußerte er das Unternehmen für 120.000 Mark. Danach konzentrierte er sich auf sein Unternehmen auf Neuhof. Hier baute er über 100 Schiffe für Kaufleute aus Hamburg und Schleswig-Holstein. Für seinen zwischen 1840 und 1850 gehegten Plan, als erster Unternehmer in der Hansestadt ein Trockendock zur Reparatur und Reinigung zu errichten, bekam er keine Genehmigung.
Zusammen mit den Hamburgern E. B. Crasemann und August Bolten sowie W. Pollitz, der in Vera Cruz die Firma Stürcken & Pollitz Succs. besaß, gründete Dreyer 1857 die Hamburg-Vera Cruz-Paketfahrt Gesellschaft (bestand bis 1894). Als er später Hamburg verließ, trat er aus dem Unternehmen aus.
1846 übernahm Dreyer das Amt des Armenvorstehers. 1849 bekam er ein Entlassungspatent als Inspektor der Kriegsschiffe, die in den Herzogtümern gebaut wurden. Ab 1854 amtierte er als Mitdirektor der Altonaer Sonntagsschule. 1855 trat er in das Deportiertenkollegium von Altona ein. Außerdem gründete er das Altonaer Museum mit. 1867/68 engagierte er sich als Schöffe und von 1868 bis 1876 als Geschworener am Kreisschwurgericht. Dreyer verband eine Freundschaft mit dem Altonaer Mediziner Gustav Ross, mit dem er um 1855/58 das Seebad Westerland auf Sylt gründete und finanziell unterstützte.
Dreyer kaufte große Landflächen von Abhängen an der Elbchaussee 159. Darauf ließ er einen Park anlegen, der „Dreyers-Lust“ genannt wurde. Als im November 1879 sein Sohn Bernhard im Alter von vier Jahren verstarb, fühlte sich seine zweite Ehefrau offenbar in dem großzügigen Wohnsitz der Familie unwohl und einsam. Dreyer legte daraufhin alle gesellschaftlichen Engagements nieder und zog 1885 mit der Familie nach Liegnitz und ein Jahr später nach Herischdorf. 1888/89 verkaufte er sein Anwesen an der Elbchaussee an den Hamburger Kaufmann Johannes Christian Ferdinand Hansen. Dieser verkaufte den westlichen Abschnitt des Gartens mit dem darauf befindlichen Stallungen an Richard Henry von Donner, den jüngeren Bruder und Teilhaber von Conrad Hinrich von Donner, weiter.
Ernst Dreyer starb im November 1899 in seiner Wohnung in Herischdorf (Schlesien) und wurde in Bad Warmbrunn begraben.

## Familie
Dreyer heiratete am 19. November 1845 in der Altonaer Hauptkirche in erster Ehe Julie Jensen (* 30. September 1822 in Altona, getauft am 23. März 1823), die am 20. Juli 1865 starb. In zweiter Ehe heiratete er am 15. Juli 1873 in Gembitz (Posen) Ulrike Henriette Cäcilie, geborene Ripke, verwitwete Roll (* 6. März 1839 in Posen; † 27. Juli 1907 in Schmiedeberg).
Aus der ersten Ehe gingen vier Söhne und fünf Töchter hervor. Der Sohn Christian Carl Adalbert (* 24. September 1850 in Ottensen; † 20. November 1896 in Neuhof am Reiherstieg) übernahm in den 1870er Jahren die Werft und verstarb vor seinem Vater. Da er nur drei unmündige Töchter hinterließ, übernahmen andere Personen das Unternehmen.
Aus der zweiten Ehe gingen zwei Söhne und eine Tochter hervor. Der Sohn Paul Ulrich Ernst junior (* 25. April 1874 in Ottensen; † 17. März 1902 in Glogau) wurde Leutnant. Seine Tochter heiratete in Bad Warmbrunn den Sohn des Mitgründers der Vereinigte Smyrna-Teppich Fabriken AG, welche 1956 von Vorwerk übernommen wurde.